# Karolina Dean
Karolina Dean (conocida brevemente como Lucy in the Sky o LSD)  es un personaje ficticio que aparece en las cómics estadounidenses publicados por Marvel Comics. La personaje apareció por primera vez en la serie Runaways. Como todos los miembros de los Runaways originales, es la hija de malvados criminales súper poderosos; Mientras buscaba en la casa de sus padres, Karolina descubrió que sus padres eran invasores majesdanianos. Los majesdanianos son una raza alienígena que absorbe la energía solar y la irradia en la forma de los colores del arcoíris. A menudo se la llama "Kar", "Karo" o "K" para abreviar, y es conocida por su espíritu libre y su naturaleza amable.
Karolina es la única personaje lésbico del grupo. Ella es la única extraterrestre en el grupo, excepto por un período de tiempo cuando su novia Skrull llamada Xavin, se convierte en parte del equipo. El creador de Runaways, Brian K. Vaughan, tuvo un papel importante en el desarrollo posterior de la personaje, así como el artista y escritor Adrian Alphona, quienes pasaron la mayor parte del primer volumen de la serie insinuando que Karolina se sintió atraída románticamente por su compañera llamada Nico Minoru. En el cuarto relanzamiento de Runaways, la historia de Karolina retoma su relación con Julie Power (Power Pack) a la que se hace referencia en la Academia Vengadores. 
Karolina Dean fue interpretada por Virginia Gardner en la serie de televisión Runaways, ambientada en el Universo Cinematográfico de Marvel. Esta versión de la personaje es mitad humana y mitad Gibborim.

## Historial de publicación
Karolina Dean fue creada por el autor Brian K. Vaughan y el artista Adrian Alphona y debutó en Runaways # 1.

## Biografía

### Orgullo
Karolina es la hija de los renombrados actores de Hollywood, Frank y Leslie Dean y es la única mayor de Runaway que no ha visto a sus padres asesinar a una niña inocente como un sacrificio. Karolina niega la situación en su totalidad, pero finalmente cree en el grupo al descubrir que es una extraterrestre. Los chicos deciden fugarse de casa; antes de salir para siempre, deciden denunciar a sus padres ante la justicia recolectando evidencias de sus hogares. Al llegar a la mansión Dean, encuentran la última voluntad y testamento de los padres de Karolina; A Karolina se le da un pedazo de papel con el símbolo de "prohibido" sobre el caduceo. Alex la convence de quitar su brazalete de alerta médica porque está estampada con el símbolo. Karolina admite con rabia, pensando que solo lleva el brazalete porque es alérgica a la penicilina, y su piel brilla inmediatamente con una luz fluida como el arcoíris. Recordando algo que escucharon del sacrificio del Orgullo, el grupo asume que Karolina es una extraterrestre y el brazalete es un ancla para esconder sus poderes; Leslie Dean más tarde confirma estas teorías para Karolina. Después de escapar de sus padres, Karolina toma el nombre Lucy in the Sky, una referencia a la canción de mismo nombre.

### Personalidad
Al principio de la serie, Karolina constantemente luchaba contra su herencia extraterrestre, sintiendo que ella es una "friki" en el grupo, la única que tiene que esconder activamente su verdadera forma. Otra inseguridad fue su homosexualidad. Sus inseguridades incluso incitan a Karolina a ofrecer su vida al vampiro Topher, ya que Karolina expresa pocas ganas de vivir. Después de su primera experiencia cercana a la muerte a manos de Alex Wilder, Karolina supera su deseo de muerte y ayuda a los Runaways a escapar de los Gibborim mientras El Orgullo lucha contra sus antiguos benefactores. Después de la derrota de El Orgullo, Karolina es enviada a vivir con padres adoptivos, pero organiza una reunión secreta para los Runaways, después de lo cual huyen de nuevo, esta vez a la vieja guarida de El Orgullo debajo de los hoyos de alquitrán de Rancho La Brea. Karolina es retratada como un espíritu libre, especialmente cuando ella descubre que puede volar. Pero también se muestra muy sensible, a menudo llorando por su dolor y desgracia, así como el dolor y la desgracia de los demás.

### Como Runaway
En los primeros números del segundo volumen de Runaways, Karolina lucha bajo el mando de Nico. Karolina se siente más comodidad al ser un extraterrestre y da fuertes indicios de ser lesbiana, especialmente cuando se detiene para felicitar a Julie Power por su belleza durante una batalla con Excelsior por la custodia de Victor Mancha y más tarde incluso acepta Ir a una cita con ella después de una misión en conjunto con la Academia Vengadores / Runaways (y eventualmente se convertirá en una relación sentimental). Poco después de que Victor se une al equipo, Karolina intenta besar a Nico, que la rechaza rotundamente. Las inseguridades de Karolina resurgen cuando su prometida Skrull, Xavin llega a la Tierra en busca de ella. Sin saberlo, los padres de Karolina arreglaron el matrimonio de Xavin y Karolina como parte de un esfuerzo de paz entre los mundos Skrull y Majesdanian (su especie). Karolina abandona el planeta junto a Xavin.
Mientras estaba en su planeta natal Majesdane, Karolina aprende a controlar el cambio entre sus formas majesdania y humana así cómo controlar aún más sus poderes solares. Sin embargo, la boda no sale como se planeó y la pareja huye hacia la Tierra cuando sus mundos natales vuelven a enfrentarse en una nueva guerra. Llegan a la Tierra cerca del refugio de los Runaways a tiempo para ayudar en el rescate de Molly Hayes. Karolina permanece con el equipo y Xavin es aceptado como miembro después de la muerte de Gertrude Yorkes, y ambos se unen a los Runaways para derrotar al Gibborim para siempre. Cuando los Runaways son accidentalmente desplazados a 1907, Karolina se encuentra con Klara Prast y convence a todos de que la acepten en el equipo.

### Deportación y otras actividades
En S.W.O.R.D. # 2, Karolina es uno de los alienígenas secuestrados por Henry Gyrich en su política de "los extranjeros van a casa". Él usa feromonas para atacar la fisiología Majesdaniana de Karolina y la aleja de los Runaways y la secuestra sin dificultad. Finalmente fue liberada junto con los otros extraterrestres. Ella ayuda a salvar la Tierra de una flota de alienígenas felices de asesinar. Abigail Brand, ahora el único jefe de S.W.O.R.D., devuelve a todos los alienígenas a la Tierra, asegurándoles que tendrán su libertad y que cada uno de ellos debe un favor. En Avengers Arena, Karolina y Molly buscaron a Hank Pym en busca de ayuda cuando Nico y Chase desaparecieron. Karolina desestimó las preocupaciones de Molly de que alguien se llevara a sus amigos, en lugar de eso, ella creía que se habían ido para estar juntos. Karolina aparece más tarde en las páginas de Avengers Undercover, donde ella y Molly visitan a Nico y Chase en el centro de detención de S.H.I.E.L.D. después de que Hazmat supuestamente mató a Arcade. Karolina entró en una relación con Julie Power de Power Pack.

### Reunión
Después de que los Runaways se disolvieron por algún tiempo, Karolina se mudó a una nueva vida feliz en la universidad y dejó atrás sus inquietudes sobre su antigua vida con la ayuda de la terapia. Cuando sus viejos amigos llegan repentinamente a su puerta, Karolina no se sorprende por el regreso del no-muerto Gert, sino cuando ve a Nico una vez más. Una 'resucitada' Gert se alejó abatido al escuchar que Karolina rechazó la invitación. Karolina le dijo a Nico que ella había crecido y cambiado desde su época como niños asustados en la carrera. También sintió que no tenía sentido que volvieran a estar juntos porque nunca eran un equipo, como los Vengadores, o tenían una misión, aparte de seguir vivos y no convertirse en sus padres. Nico estuvo de acuerdo con la evaluación de Karolina, pero aun así la dejó llena de culpa. Karolina pasó por el apartamento de Nico para reconsiderar la reunión cuando Nico intentó besarla, pero fue rechazada por tener una novia y la descartó como el hábito de Nico de buscar consuelo en momentos de estrés. Los Runaways se unieron para rescatar a Gert y Molly de la casa de la abuela científica de Molly. Karolina evitó lastimar a la abuela de Molly y sus creaciones genéticamente modificadas; sin embargo, una vez que Nico fue golpeado por un ataque telepático, Karolina arruinó la casa y le puso fin. Maltratados pero encontrando consuelo juntos como una familia improvisada, todos decidieron irse a casa.
Los Runaways se reasentaron en su antiguo escondite, el albergue. Karolina está encajando como si nunca se hubiera ido, como si su amistad con Nico no hubiera perdido el ritmo, pero se esfuerza por prestar la misma atención a sus clases y a su novia. Cuando la ansiosa visita de Julie se ve interrumpida por el ataque del Dr. Doom al albergue, Karolina y Julie no se dan cuenta de cómo los Runaways improvisan el plan de batalla y su funcionalidad como equipo de superhéroes de la familia. Julie expresó frustración de que Karolina no se haya abierto en su relación, especialmente sobre su pasado, que ahora es su presente. Para ahogar sus penas en azúcar sobre Karolina ignorándola una vez más, Julie, sin saberlo, se comió una magdalena encantada que la transformó de nuevo en una niña de trece años para siempre. Los Runaways finalmente invierten el hechizo, pero Julie aún rompió con Karolina al sentir que Karolina colocaba su membresía en los Runaways en una prioridad más alta. Mientras que Nico y Karolina se unieron por los amores perdidos, Karolina admitió que había estado descuidando a Julie, lo que, tal vez, hizo que su separación fuera inevitable. Después de la ruptura, Karolina invitó a Nico a asistir al baile de caridad legítimo de sus padres con ella. Mientras estaba allí, Nico confesó sus sentimientos y le pidió a Karolina una segunda oportunidad. Karolina estaba sorprendida y asustada. Después de algunas dudas que dejaron a Karolina sintiéndose rechazada nuevamente, Nico finalmente aprovechó su oportunidad y las dos se besaron, comenzando una relación.

## Relaciones con otros Runaways
Karolina se lleva bien con los otros Runaways, y la única vez que había tenido una discusión con ellos fue después de que Nico la cuestionó sobre el género de Xavin. Tiene una relación de tipo hermana mayor con Molly, pero una relación cariñosa con Chase y con Víctor, a quien había consolado después de haber perdido seres queridos.

### Nico Minoru
Fue sutilmente insinuado en el primer volumen de Runaways que Karolina se había enamorado por mucho tiempo de Nico. Mucho más tarde, Karolina intentó besar a Nico, pero fue rechazada. Karolina luego se acercó a Nico como lesbiana, admitiendo sus sentimientos por Nico. Después de decidir dejar la Tierra para casarse con Xavin, Karolina dejó su brazalete de alerta médica con Nico como recuerdo. Cuando Karolina más tarde regresó a la Tierra, ella confesó accidentalmente a Xavin (quien había tomado la forma de Nico) que todavía estaba enamorada de Nico. A pesar de esto, Karolina se mantuvo firme en su devoción por Xavin, y por lo tanto sus sentimientos y su atracción por Nico ocasionalmente ponen una tensión en su amistad.
Cuando los Runaways se volvieron a unir más tarde, Nico hizo posibles acercamientos románticos hacia Karolina, en última instancia, tratando de besarla. Sin embargo, Karolina rechazó a Nico por fidelidad a Julie y la rechazó como el hábito de Nico de buscar consuelo en momentos de estrés. Después de la separación de Julie y Karolina, Karolina invitó a Nico a asistir a la fundación legítima de sus padres, es un baile de caridad con ella. Mientras estaba allí, el nerviosismo habitual de Karolina fue reemplazado por una nueva confianza debido al apoyo de Nico, ya que ella sintió que Nico siempre la había visto "real". Nico confesó que estaba confundida acerca de sí misma durante tanto tiempo que no podía verla claramente. Nico sabe quién y qué quiere ahora y le pide a Karolina una segunda oportunidad. Karolina estaba sorprendida y asustada, lo que exacerbó sus viejos sentimientos de rechazo cuando Nico se alejó. Pero Nico aprovechó su oportunidad y los dos se besaron, comenzando una relación.

### Xavin
Xavin vino a la Tierra para casarse con Karolina, y reveló que sus padres habían arreglado un matrimonio entre los dos para mantener a la Tierra a salvo de los ataques de Skrull. Karolina inicialmente rechazó a Xavin; Xavin intentó persuadirla, explicando que el matrimonio sería parte de un tratado de paz. Karolina aún se negó, afirmando que sería una "mentira" si ella se casara con un hombre. Xavin luego reveló que los Skrulls tenía la capacidad de cambiar de forma en diferentes géneros, lo que llevó a Karolina a decidir aceptar la propuesta de matrimonio. Sin embargo, luego no pudieron casarse cuando estalló la guerra nuevamente entre los Skrull y los Majesdanianos. Escaparon a la Tierra y se unieron a los Runaways. A lo largo de su relación, Karolina aparentemente aceptó completamente el cambio continuo de Xavin entre las apariencias masculinas y femeninas. Sin embargo, secretamente expresó confusión y dudas sobre el verdadero género de Xavin. Sin embargo, durante una discusión, Xavin inconscientemente volvió a la forma humana femenina, lo que agradó a Karolina. Su relación terminó cuando Xavin abandonó la Tierra con un grupo restante de Majesdanians, sacrificándose por Karolina.

### Julie Power
Karolina coqueteaba y luego comenzó a salir con Julie Power, después de un viaje a la Academia Vengadores; esto dio lugar a una relación a largo plazo. Julie intentó convencer a Karolina para que se mudara a Nueva York para que pudieran estar juntas a tiempo completo después del último año, aunque Karolina se resistió a esto. Después de visitar a Karolina en Los Ángeles, Julie rompió con ella, creyendo que ella y Karolina eran demasiado incompatibles y que la primera prioridad de Karolina siempre sería la de los Runaways.

## Poderes y habilidades
Como todos los Majesdanianos, la forma natural de Karolina es luminosa, iridiscente y visualmente fluida, a menudo representada con ondas de luz de arcoíris que flotan de su cuerpo (Chase la describió como "una pintura en llamas") aunque la estructura del cuerpo es esencialmente humanoide. Originalmente, Karolina requería un brazalete de alerta médica hecho a medida y construido con un metal extraño no especificado para volver a su forma humanoide. Sin embargo, después de pasar muchos meses en Majesdane, Karolina aprendió a controlar el cambio y puede hacerlo a voluntad. En su forma Majesdaniana, Karolina es capaz de manipular la energía solar absorbida por su cuerpo para generar grandes explosiones de conmoción, láser fino - como vigas y campos de fuerza capaces de detener derrumbes, disparos y explosiones. Al igual que sus padres, Karolina aprendió la capacidad de unir a las personas, uniendo un Nuevo Orgullo en una esfera colorida. La forma majesdaniana de Karolina también le otorga la capacidad de volar. Durante un encuentro con el vampiro Topher, se revela que la sangre de Karolina también alberga propiedades basadas en la energía solar, porque beber su sangre hizo que Topher se incendiara.
El inconveniente de los poderes de Karolina es que tienen una carga finita. Si ella está en su forma Majesdanian demasiado tiempo o ejerce sus poderes demasiado, su brillo comenzará a desvanecerse y volverá a su forma humana hasta que utilice los rayos del sol para recargarse. La única vez que ella perdió completamente sus poderes fue cuando los Runaways lucharon contra los Gibborim para evitar que Chase se sacrificara. Leslie Dean declaró al principio de la serie que las habilidades de Majesdanians no se afectan entre sí.

## Cambios conceptuales
En el lanzamiento original de Brian K. Vaughan para la serie, Karolina Dean originalmente se llamaba Leslie. Este nombre sería eventualmente dado a la madre del personaje . Sus padres eran originalmente agentes de bienes raíces, en lugar de actores famosos. Los padres de Molly estaban destinados a ser famosos, pero en cambio fueron rediseñados como médicos.
La forma majesdaniana de Karolina ha sido coloreada en dos estilos distintos. Brian Reber, el primer colorista de Runaways, colorea a Karolina con muchos colores diferentes del espectro visible de panel a panel. Christina Strain, la segunda colorista de Runaways, colorea Karolina en tonos más claros, utilizando principalmente azul, amarillo y rosa con un efecto similar al brillo.

## Otras versiones

### Casa de M
Karolina Dean es mencionada como una chica de confianzara para el Wolfpack. Sin embargo, esta es una estratagema para capturar al Wolfpack. Se menciona, sin embargo, que el Orgullo gobierna el sur de California.

### Marvel Zombies Halloween
Una zombi Karolina Dean está atacando a Kitty Pryde y su hijo Peter en Marvel Zombies Halloween. Ella es detenida por Mephisto.

## En otros medios

### Televisión
Karolina Dean aparece en la serie de televisión Hulu, Runaways interpretada por Virginia Gardner. El brazalete de amortiguación de energía de Karolina sigue intacto, pero su miedo a retirarlo proviene del trasfondo religioso de su madre. Ella se burla de la escuela por sus compañeros, quienes la ven como un lavado de cerebro por su religión de culto llamada la Iglesia de Gibborim. A lo largo del curso de la primera temporada, ella aprende lentamente más sobre su verdadera forma y habilidades sobrehumanas. Más tarde, ella besa a Nico, revelando sus sentimientos, y las dos comienzan una relación. En la segunda temporada, ella aprende y abraza su identidad dual de humana y extraterrestre. En lugar de ser Majesdanian, ella es mitad humana y mitad Gibborim de una familia de magistrados reales exiliados. En el episodio, "Bury Another", le dice a Nico que su padre Jonah, fue quién mato a la hermana de Nico, Amy, y en "Last Rites", termina su relación con ella cuando mata a Jonah.

### Videojuegos
- Karolina Dean aparece como un personaje jugable en el videojuego de Playdom Marvel: Avengers Alliance.
- Karolina Dean es una pieza de colección en miniatura jugando en Heroclix, Wizkids juego de Super Hero de combate de mesa.
- Karolina Dean es un personaje jugable en Lego Marvel Super Heroes 2.[45] Aparece en el DLC "Runaways".
- Karolina Dean es un personaje jugable en Marvel Contest of Champions.[46]